# نصر مشوه
يُستخدم مصطلح نصر مشوّه (بالإيطالية: vittoria mutilata) من قبل أتباع حركة القومية الإيطالية؛ وذلك لوصف استياءهم بما يتعلق بالمكافآت الإقليمية لصالح إيطاليا في نهاية الحرب العالمية الأولى. تبنّى بينيتو موسوليني خطاب النصر المشوّه، ما أدى إلى ظهور حركة الفاشية الإيطالية، لتصبح مركزًا أساسيًا يدعو لنشوء إيطاليا الفاشية. يعتبر المؤرخون أن فكرة النصر المشوّه مجرد «أسطورة سياسية»، يستخدمها الفاشيون لتغذية الإمبريالية الإيطالية وللتعتيم عن أعظم النجاحات الدولية لإيطاليا الليبرالية.
انضّمت إيطاليا إلى الحرب العالمية الأولى في عام 1915 إلى جانب الحلفاء، بعد التفاوض على معاهدة لندن السّرية مع الحلف الثلاثي (بريطانيا وفرنسا وروسيا). وفقًا للاتفاقيات السّرية في لندن، فإن المناطق التالية اعتُبرت من حصّة إيطاليا في حال النّصر: ترينت وساوث تيرول، والسّاحل النمساوي (تريستي وغوريزيا وغراديسكا وإستريا)، ومناطق في دالماتيا، ومحميّة على ألبانيا مع سيطرة مباشرة على فلورا، والتعويضات في حالة التقسيم الاستعماري لإمبراطوريات الدول المركز. نُشِرَ مضمون معاهدة لندن عام 1917 من قبل الرُّوس، بعد انسحابهم من الحرب بعد الثورة الشيوعية؛ من أجل انتقاد «الدبلوماسية القديمة» للقوى الأوروبية الرأسمالية. في حين ظلّت فرنسا وبريطانيا ملتزمتين بمعاهدة لندن، أشار الرئيس الأمريكي وودرو ويلسون (الذي انضّم إلى الحلفاء في عام 1917) إلى رفضه للمعاهدة، إذ قدّم في 8 يناير من عام 1918 أربعة عشر مبدأ (مبادئ ويلسون الأربعة عشر) لإعادة رسم خريطة أوروبا على أساس الجنسية والعرق. خلال الهجوم الإيطالي الحاسم (معركة فيتوريو فينيتو)، صاغ الشاعر القومي غابرييل دانونسيو مصطلح النصر المشوّه، وذلك من خلال نشره لمقال عن كورييري ديلا سيرا بتاريخ 24 أكتوبر عام 1918 تحت عنوان «لن تُشوَّه انتصارنا – أور فيكتوري ويل نات بي ميوتيليتيد».
وصل كل من رئيس الوزراء الإيطالي فيتوريو أورلاندو -وهو أحد رؤساء الدول الأربعة المُشاركة في الحرب العالمية الأولى- إلى جانب وزير الخارجية سيدني سونينو -الأنجليكاني من أصول بريطانية- إلى مؤتمر باريس للسلام عام 1919، من أجل ضمان معظم اتفاقيات لندن. حُققت نتائج كبيرة من خلال المعاهدات والاتفاقيات الموقعة في عامي 1919 و 1920. والأهم من ذلك، أصبحت ترينت ساوث تيرول والساحل النمساوي (ترييستي وغوريزيا وغراديسكا وإستريا) جزءًا من المناطق الإيطالية المتمثلة بترينتينو ألتو أديجي وفريولي فينيتسيا جوليا. إن التعويضات الاستعمارية التي حصلت عليها إيطاليا هي: الوعد بنقل قطاع أوزو وجوبالاند إلى مستعمرتي ليبيا الإيطالية والصومال الإيطالي على التوالي، والاعتراف بالجزر الإيطالية لبحر إيجه وتوسيعها، والمطالبة بالامتياز النمساوي على تينتسين، وتأسيس مجال نفوذ إيطالي على المنطقة العثمانية في أنطاليا، التي تم التخلي عنها فيما بعد استقلال تركيا. استمرت محمية إيطالية على ألبانيا، إلى جانب احتلال فلورا حتى عام 1920 عندما أدّت المعارضة المحلية داخل القوات المسلحة الإيطالية وحرب فلورا إلى تخلي إيطاليا طوعًا عن ألبانيا (باستثناء بعض الجزر) وإلى نشوء محادثات مع الحلفاء بشأن هذه القضية. في النهاية، أصبحت إيطاليا أحد الأعضاء الدائمين في مجلس أمن عصبة الأمم وفقًا لمعاهدة فرساي.
لذلك، ركّزت معظم الانتقادات القومية المُوجّهة ضد الحلفاء والدبلوماسيين الليبراليين على دالماتيا ومدينة فيومي التي احتلها فيما بعد القائد الإيطالي غابرييل دانونسيو. كانت عملية نقل دالماتيا إلى إيطاليا (وفقًا لسونينو) معقدة بسبب سكانها السلافيين، في حين كانت فيومي مدينة إيطالية عرقية (وعلى هذا النحو اقترح أورلاندو استبدال دالماتيا) ولكنها لم تُدرج ضمن معاهدة لندن. اعترض ويلسون على هذه المقترحات على أساس أن العديد من الناطقين باللغة الألمانية والسلافيين هم بالفعل تحت الحكم الإيطالي. وأدّى ذلك إلى تخلي كل من أورلاندو وسونينو عن المؤتمر بشكل مؤقت احتجاجًا على ذلك. رفض أورلاندو اعتبار الحرب العالمية الأولى انتصارًا مشوهًا، وأجاب ذات مرة على القوميين، الذين طالبوا بمزيد من التوسع، بما يلي «تُعتبر إيطاليا اليوم دولة عظيمة.... على قدم المساواة مع الدول التاريخية والمعاصرة العظيمة. وإن هذا، بالنسبة لي، توسّعنا الرئيسي والأساسي». لكن المناخ القومي أجبر أورلاندو في نهاية المطاف على تقديم استقالته، فوُقّعت المعاهدات التي تفاوض عليها مع خلفائه فرانشيسكو سافيريو نيتي وجيوفاني جيوليتي.
طُرحت الكثير من سياسات موسوليني الخارجية بمثابة محاولة لتعديل الظلم الظاهر حول النصر المشوّه: تم الاستيلاء على فيومي في عام 1924، وتحوّلت ألبانيا إلى دولة إيطالية متواطئة في عهد أحمد زوغو ودّمجت مع إيطاليا في عام 1939؛ ضمّ دالماتيا خلال الحرب العالمية الثانية في يوغوسلافيا لفترة طويلة من مشاركة إيطاليا في الحرب. يرى المؤرخون المعاصرون أن التصحيح المزعوم لمصطلح النصر المشوّه هو جزء من مشروع موسوليني الإمبريالي الأكبر الذي دفع إيطاليا إلى التدخل في إسبانيا واحتلال إثيوبيا وجنوب غرب فرنسا وتونس وكورسيكا، من خلال دخولها الحرب العالمية الثانية. كما قال المؤرخ غايتانو سالفميني: نشأت الفاشية ونمت وانتصرت وزالت في النهاية؛ بسبب أسطورة النصر المشوّه.

## إيطاليا والتحالف الثلاثي
مع شعور الغضب جراء الاستيلاء الفرنسي على تونس، التي كان لإيطاليا فيها مصالح اقتصادية واسعة النطاقظ إذ اعتبرتها منطقة يمكن استعمارها، في عام 1882، انضّمت إيطاليا إلى التحالف الثلاثي إلى جانب ألمانيا والنمسا، باعتبار هذا وسيلة للدفاع ضد المزيد من العدوان الفرنسي واكتساب دعم دبلوماسي بشأن النزاعات القادمة. هذا التحالف، ومع ذلك، ثَبُتَ بأنه مصدر إزعاج. كانت إيطاليا والإمبراطورية النمساوية المجرية خصومًا لسنوات عديدة. إذ كانت الأخيرة قد احتفظت -لسنوات- بشمال شرق إيطاليا، ورفضت التوحيد الإيطالي، وما تزال مسيطرة على  تريستي وإستريا وزارا وساحل دالماتيا، إذ كانت السيطرة على هذه المناطق من الأهداف الرئيسة للحركة الإيطالية الوحدوية.
على هذا النحو، في السنوات التي سبقت عام 1914، توّرطت إيطاليا في مناورات دبلوماسية للتحالف مع المملكة المتحدة وفرنسا. في عام 1902، أبرمت إيطاليا معاهدة سرية مع بريطانيا انفكّت فيها إيطاليا عن التحالف الثلاثي، بشرط منحها الأراضي التي تسيطر عليها النمسا حاليًا.